# Litschau
Litschau es una localidad del distrito de Gmünd, en el estado de Baja Austria, Austria.
Se encuentra ubicada al noroeste del estado, cerca de la frontera con República Checa y el estado de Alta Austria.